# Margamulya (Kedung Banteng)
Margamulya is een plaats en bestuurslaag (kelurahan) in het onderdistrict (kecamatan) Kedung Banteng  in het regentschap Tegal van de provincie Midden-Java, Indonesië. Margamulya telt 2.731 inwoners (volkstelling 2010).